# Étienne-Gaspard Robert
Étienne-Gaspard Robert verksam under aristnamnet Étienne Robertson född i 1764 Liège Belgien död 1837, var en belgisk magiker och ballongflygare. 
Robertson reste från land till land och genomförde ballonguppstigningar han marknadsförde sig som professor. 18 juli 1803 genomför han tillsammans med Auguste Lhoëst en flygning mellan Hamburg och Hanoover i en Montgolfiére döpt till L'Entreprenant. Han gör en uppstigning 30 juni 1804 i Sankt Petersburg och 18 augusti 1804 i Riga.   
Därefter besöker han Danmark med sin ballong. 7 september 1806 genomför han en uppstigning i Stockholm han landar efter 4 minuter i Humlegården, därmed blev han den första person som genomfört en flygning i Sverige. Med i ballongen har han ett litet djur som han släpper ner med hjälp av en fallskärm.